# پل بتانی
پل بتانی (به انگلیسی: Paul Bettany) (زادهٔ ۲۷ مه ۱۹۷۱) یک بازیگر، انگلیسی است، او در انواع مختلفی از فیلم‌ها نقش‌آفرینی کرده‌است؛ او تاکنون برای جوایز بفتا و انجمن بازیگران نمایشی نامزد شده‌است.

## زندگی‌نامه
پل بتانی در ۱۹۷۱ در محلهٔ شپردز بوش شهر لندن در انگلستان دیده به جهان گشود؛ مادرش آن بتانی یک خوانندهٔ صحنه، معلم تئاتر و مدیر صحنه؛ پدرش دن بتانی یک بازیگر و رقصنده است، او دارای یک خواهر بزرگ‌تر به‌نام سارا و یک برادر کوچک‌تر به‌نام متیو است. بتانی کاتولیک رشد یافت. هنگامی که پدرش در مدرسهٔ دخترانهٔ کوئینزوود در هرتفوردشایر (نزدیک لندن) تدریس می‌کرد خانوادهٔ ایشان در محیطی دانشگاهی زندگی می‌کردند، برادرش متیو پس از یک پاییز زندگی کردن در کوئینزوود درگذشت و پس از آن پل بتانی خانه‌اش را ترک گفت و به خود لندن به‌جهت زندگی رفت و پس از مدتی پدر و مادرش از یک‌دیگر جدا شدند، پل بتانی در یک آپارتمان کوچک در لندن زندگی می‌کرد و هزینه‌هایش را با نواختن گیتار به‌دست می‌آورد، پس از دو سال او یک کار جدید در خانهٔ سالمندان پیدا کرد.
بتانی زمانی که ۱۹ ساله بود تصمیم گرفت که یک بازیگر شود و با اراده این کار را دنبال کرد و به‌همین جهت به مرکز فیلم و تئاتر درام لندن رفت، نخستین نمایش او بازی در تئاتر تماس‌های یک بازرس بود، او زمانی که ۲۱ سال داشت در یک محصول تولیدشده توسط بی‌بی‌سی در نقش بیل سیکز بازی کرد.
نخستین نقش مشهور بتانی بازی در فیلم بریتانیایی گانگستر شماره ۱ بود، نخستین فیلم هالیوودی داستان یک شوالیه (۲۰۰۱) است، او جوایزی از جمله جایزهٔ منتقدان فیلم لندن و جایزهٔ کانون پشتیبانی بهترین بازیگر مرد بریتانیایی را برای ایفای نقش در این فیلم دریافت کرد.
بتانی در سال ۲۰۰۳ با بازیگر زن آمریکایی، جنیفر کانلی ازدواج کرد.

## گزیدهٔ نقش‌آفرینی‌ها
- (۲۰۲۱) وانداویژن
- (۲۰۱۹) انتقام‌جویان: پایان بازی
- (۲۰۱۸) انتقام‌جویان: جنگ ابدیت
- (۲۰۱۶) کاپیتان آمریکا: جنگ داخلی
- (۲۰۱۵) انتقام‌جویان: عصر اولتران
- (۲۰۱۵) مورتدکای
- (۲۰۱۴) برتری
- (۲۰۱۳) مرد آهنی ۳ (فقط صدا)
- (۲۰۱۲) خون
- (۲۰۱۲) انتقام‌جویان (فقط صدا)
- (۲۰۱۱) مارجین کال
- (۲۰۱۱) کشیش
- (۲۰۱۰) توریست
- (۲۰۱۰) مرد آهنی ۲ (فقط صدا)
- (۲۰۱۰) لژیون یا لشکر
- (۲۰۰۹) خلقت
- (۲۰۰۹) ویکتوریای جوان
- (۲۰۰۸) خط‌های شکسته
- (۲۰۰۸) اینکهارت
- (۲۰۰۸) زندگی مخفی زنبورها
- (۲۰۰۸) مرد آهنی (فقط صدا)
- (۲۰۰۶) رمز داوینچی
- (۲۰۰۶) دیوار آتش
- (۲۰۰۴) ویمبلدون
- (۲۰۰۳) داگویل
- (۲۰۰۳) تسویه حساب

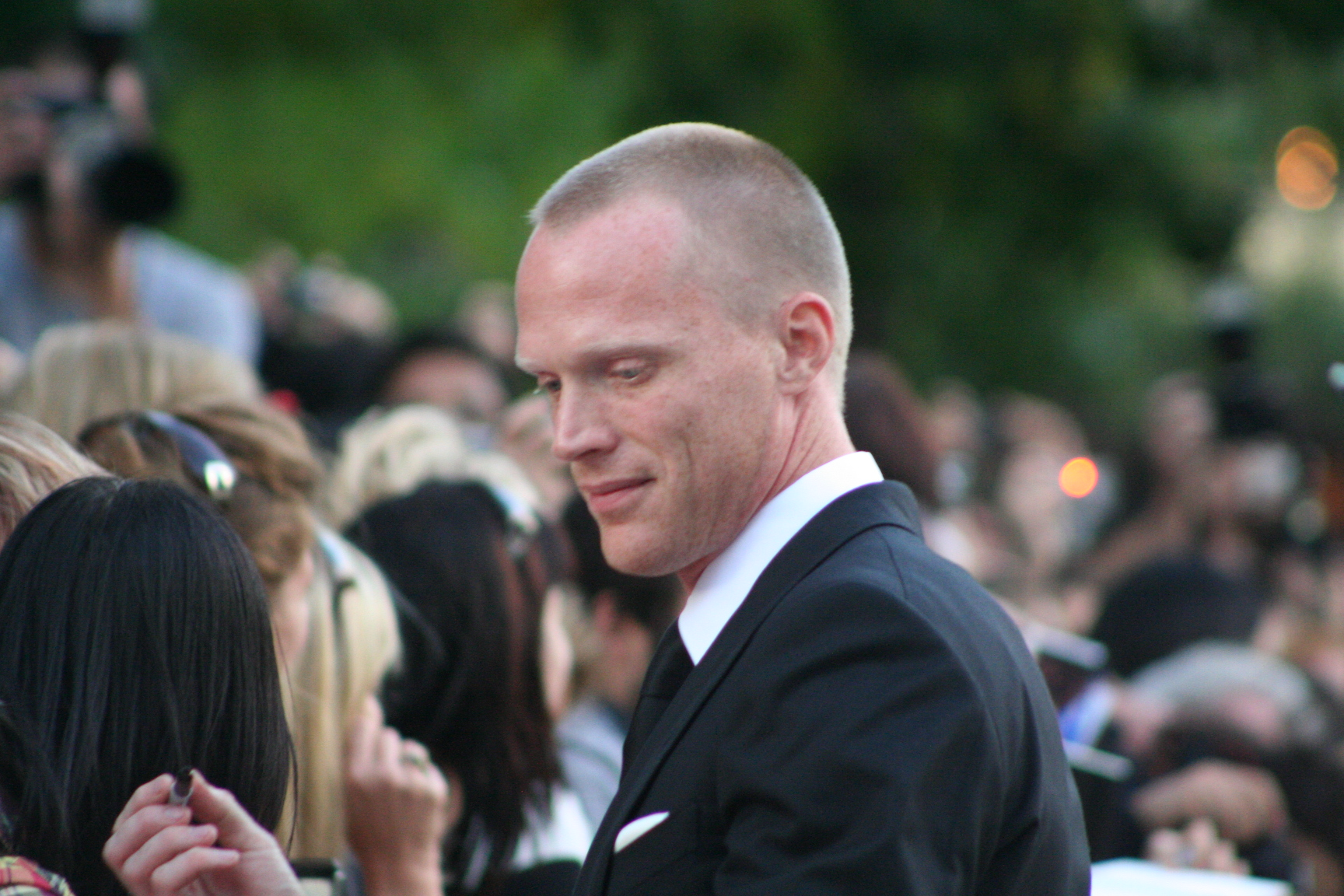
پل بتانی در جشنواره بین‌المللی فیلم تورنتو، ۲۰۰۹.

- (۲۰۰۳) استاد و فرمانده: دوردست‌های جهان
- (۲۰۰۲) قلب من
- (۲۰۰۲) جاده استون
- (۲۰۰۱) یک ذهن زیبا
- (۲۰۰۱) داستان یک شوالیه
- (۲۰۰۱) کیس کیس (بنگ بنگ)
- (۲۰۰۰) گانگستر شماره ۱
- (۲۰۰۰) نوزادان مرده
- (۲۰۰۰) دیوید کاپرفیلد
- (۲۰۰۰) بوسه بوسه (بنگ بنگ)
- (۱۹۹۹) بعد از باران
- (۱۹۹۹) دیوار آتش
- (۱۹۹۹) هر زنی یک رازی می‌داند
- (۱۹۹۸) سرزمین دختران
- (۱۹۹۸) قاتل شبکه
- (۱۹۹۸)  برگشت به خانه
- (۱۹۹۷) شارپ
- (۱۹۹۷) خم شده

## بخشی از جوایز وافتخارات
- کاندیدای بفتای بهترین بازیگر نقش مکمل مرد برای فیلم ناخدا و فرمانده: آخر دنیا در نقش Stephen Maturin در سال ۲۰۰۳